# Pseudolimnophila (Pseudolimnophila) inornata vidua
Pseudolimnophila (Pseudolimnophila) inornata vidua is een ondersoort van de tweevleugelige Pseudolimnophila (Pseudolimnophila) inornata uit de familie steltmuggen (Limoniidae). De ondersoort komt voor in het Nearctisch gebied.